# Кише, Марион
Марион Кише (нем. Marion Kische, род. 30 марта 1958, Дрезден, ГДР) — восточногерманская спортивная гимнастка.
Бронзовая медалистка Олимпийских игр 1976 года в Монреале в командных соревнованиях (в составе команды ГДР). Кроме того, вышла в финалы в личном многоборье и в двух отдельных видах — брусья и вольные упражнения. В многоборье заняла итоговое 8-е место, на брусьях 4-е, в вольных упражнениях 6-е.
Воспитанница клуба SC Leipzig.